# Между братьями
«Между братьями» (англ. Among Brothers) — детективный триллер Джона Шверта.

## Сюжет
История, основанная на реальных событиях, рассказывает о том, как 9 ноября 1994 года Дженнифер Мэттьюс, старшекурсница одного из университетов Южной Каролины, была найдена мёртвой в своей выжженной дотла квартире. Семье Дженнифер сообщили, что произошедшее является несчастным случаем. Проходит два дня, и вскрытие не обнаруживает в лёгких девушки следов дыма. Это значило, что произошло убийство, которое кто-то пытался тщательно скрыть. Остаётся, однако, вопрос: кто?

## В ролях
| Актёр            | Роль      |
| ---------------- | --------- |
| Мэтт Мерсер      | Этан      |
| Кори Чикки       | Майлз     |
| Лорен Шнайдер    | Дженнифер |
| Дэниэл Дж. Уоттс | Билли     |
| Линдсей Эйлифф   | Свенсон   |

## Награды
- Получил серебряный приз на кинофестивале «WorldFest Houston» в 2005 году.